# ماريانا مارين
ماريانا مارين (بالرومانية: Mariana Marin)‏ هي فقيهة لغة وكاتِبة وشاعرة رومانية، ولدت في 10 فبراير 1956، وتوفيت في 31 مارس 2003.